# Diego Bermúdez de Castro
Diego Antonio Bermúdez de Castro, nacido el año de 1695 en la Puebla de los Ángeles y fallecido en la misma ciudad en 1744, fue escribano y notario mayor de la curia eclesiástica del obispado de Puebla, considerado por historiadores contemporáneos, precursor de Juan José de Eguiara y Eguren y de José Mariano Beristáin y Souza. A él se debe el Catálogo de los escritores angelopolitanos que se halla hoy perdido pero que aprovechó Eguiara para escribir su Biblioteca Mexicana, del que a su vez se sirvió Mariano Beristain para su valiosa obra Biblioteca Hispano-Americana Septentrional.

## Esbozo biográfico
Bermúdez de Castro fue sobrino del arzobispo de Manila Carlos Bermúdez de Castro y sus estudios los hizo con los Padres Jeusitas habiendo aprendido con gran lucimiento su curso de Humanidades. Al salir del colegio obtuvo los cargos de escribano y notario de la Curia Eclesiástica de Puebla. Eso no le impidió dedicarse al "al conocimiento e ilustración de la historia de su patria" -como escribió Beristain- pues tenía para esto "un talento y aplicación nada vulgar". En cuestiones históricas, se le debe además de su citado catálogo su obra Teatro Angelopolitano o Historia de la de la ciudad de Puebla que él escribió en 1746 pero que fue publicado por Nicolás León en su Bibliografía mexicana del siglo XVIII; y la noticia histórica del Oratorio de San Felipe Neri. En 1731 publicó su Parentación funeral en ocasión de su tío el arzobispo de Manila. Entre sus numerosos manuscritos, ya todos perdidos dejó varias interesantes cartas a Eguiara con quien mantenía frecuente correspondencia.
En número 18 de la antigua calle de La Carnicería de la ciudad de Puebla, hoy avenida 2 Oriente 1 hay una placa de azulejos con la siguiente inscripción "Nació en esta ciudad el año de 1695, y aquí estuvo la imprenta donde trabajó. Murió en 1744".   
La importancia de Bermúdez de Castro se halla en las valiosas noticias de lo que fuera su tierra natal durante los años coloniales que le precedieron contenidas en su Historia de Puebla.